# AT-X
AT-X bzw. Anime Theater X (jap. アニメシアターX, Anime Shiatā X) ist der Pay-TV-Fernsehsender des japanischen Medienunternehmens K.K. AT-X (株式会社エー・ティー・エックス, Kabushiki kaisha Ē Tī Ekkusu, engl. AT-X, Inc.) mit Sitz in Minato, Tokio, der auf die Ausstrahlung von Anime-Fernsehserien spezialisiert ist.
Das Programm wird hauptsächlich per Satellit übertragen. Es existieren aber auch regionale Kabelangebote.

## Geschichte
Am 24. Dezember 1997 startete TV Tokyo in Kooperation mit dessen Tochtergesellschaft von TV Tokyo Medianet ein Fernsehprogramm auf dem DirecTV-Satellitenservice. Am 30. November 1998 wurde das Programm um Bandais Programmschiene für Kinder Otakku Beam (おたっくビーム) erweitert, das zuvor auf dem Satellitenservice SkyPort lief. 1999 startete die erste Eigenproduktion DIAMOND TIME.
Am 26. Juni 2000 wurde das Unternehmen K.K. AT-X gegründet, das mehrheitlich zu TV Tokyo und TV Tokyo Medianet gehört, und seitdem den Sender betreibt. Am 1. Oktober 2000 wechselte der Sender den Satellitenservice von DirecTV auf Sky PerfecTV!. Im Juli 2002 kam Sky PerfecTV! 2 (heute: Sky PerfectTV! e2) hinzu.
Im Mai 2001 strahlte AT-X mit Figure 17: Tsubasa & Hikaru (フィギュア17 つばさ&ヒカル) seine erste, unter eigener Beteiligung entstandene, Animeserie aus.
Am 26. Januar 2004 und v12. Juni 2005 starteten die Onlineshopping-Websites AT-X SHOP bzw. AT-X SHOP Mobile des Senders, auf welcher hauptsächlich auf Anime bezogene Waren angeboten werden.
Am 1. Oktober 2009 startete der HD-Sender AT-X HD! auf Sky PerfecTV! HD.

## Aufgabenfelder
Das Unternehmen hat sich auf die Ausstrahlung von animierten Filmen und Serien spezialisiert, wobei es diese als Pay-TV-Sender im Gegensatz zu anderen Sendern auch öfter unzensiert ausstrahlt. Es handelt dabei vorrangig mit Lizenzen eigener und fremder Produktionen, um sein Fernsehangebot zu betreiben. So war AT-X unter anderen an der Produktion vieler Animeserien beteiligt. Als Fernsehsender ist AT-X auch in der Werbebranche tätig.